# Supercoppa italiana (volleyboll, damer)
Supercoppa italiana är en volleybolltävling mellan två lag i Italien. De två lagen utgörs av vinnaren av Seria A1 (italienska mästerskapet) och vinnaren av Coppa Italia från föregående säsong. Om det är samma lag som vunnit båda utgörs det andra laget av tvåan i Coppa Italia. Supercoppa Italiana arrangeras av Lega Pallavolo Serie A femminile sedan 1996. Imoco Volley är med sju segrar det lag som vunnit tävlingen flest gånger.

## Resultat per år
| Säsong               | Spelplats             | Vinnare                     | Resultat | Förlorare                                                  |
| -------------------- | --------------------- | --------------------------- | -------- | ---------------------------------------------------------- |
| 1996 mer information | Reggio nell'Emilia    | Volley Bergamo              | 3 - 2    | Volley Modena                                              |
| 1997 mer information | Arezzo                | Volley Bergamo              | 3 - 0    | Volley Modena                                              |
| 1998 mer information | Reggio nell'Emilia    | Volley Bergamo              | 3 - 2    | Pallavolo Reggio Emilia                                    |
| 1999 mer information | San Lazzaro di Savena | Volley Bergamo              | 3 - 1    | Pallavolo Sirio Perugia                                    |
| 2000 mer information | Rieti                 | Virtus Reggio Calabria      | 3 - 2    | Volley Modena                                              |
| 2001 mer information | Vicenza               | Vicenza Volley              | 3 - 0    | Volley Bergamo                                             |
| 2002 mer information | Novara                | Volley Modena               | 3 - 0    | Volley Bergamo                                             |
| 2003 mer information | Siracusa              | Asystel Volley              | 3 - 0    | Pallavolo Sirio Perugia                                    |
| 2004 mer information | Cuneo                 | Volley Bergamo              | 3 - 0    | Pallavolo Sirio Perugia                                    |
| 2005 mer information | Torino                | Asystel Volley              | 3 - 2    | Volley Bergamo                                             |
| 2006 mer information | Monterotondo          | Robursport Volley Pesaro    | 3 - 0    | Asystel Volley                                             |
| 2007 mer information | Milano                | Pallavolo Sirio Perugia     | 3 - 0    | Giannino Pieralisi Volley                                  |
| 2008 mer information | Pesaro                | Robursport Volley Pesaro    | 3 - 1    | Volley Bergamo                                             |
| 2009 mer information | Torino                | Robursport Volley Pesaro    | 3 - 2    | Asystel Volley                                             |
| 2010 mer information | Pavia                 | Robursport Volley Pesaro    | 3 - 0    | Gruppo Sportivo Oratorio Pallavolo Femminile Villa Cortese |
| 2011 mer information | Monza                 | Volley Bergamo              | 3 - 2    | Gruppo Sportivo Oratorio Pallavolo Femminile Villa Cortese |
| 2012 mer information | Montichiari           | Futura Volley Busto Arsizio | 3 - 2    | Gruppo Sportivo Oratorio Pallavolo Femminile Villa Cortese |
| 2013 mer information | Piacenza              | River Volley                | 3 - 0    | Imoco Volley                                               |
| 2014 mer information | Monza                 | River Volley                | 3 - 2    | Futura Volley Busto Arsizio                                |
| 2015 mer information | Cremona               | Volleyball Casalmaggiore    | 3 - 2    | AGIL Volley                                                |
| 2016 mer information | Villorba              | Imoco Volley                | 3 - 1    | Volley Bergamo                                             |
| 2017 mer information | Novara                | AGIL Volley                 | 3 - 2    | Imoco Volley                                               |
| 2018 mer information | Villorba              | Imoco Volley                | 3 - 1    | AGIL Volley                                                |
| 2019 mer information | Milano                | Imoco Volley                | 3 - 0    | AGIL Volley                                                |
| 2020 mer information | Vicenza               | Imoco Volley                | 3 - 0    | UYBA Volley                                                |
| 2021 mer information | Modena                | Imoco Volley                | 3 - 1    | AGIL Volley                                                |
| 2022 mer information | Florens               | Imoco Volley                | 3 - 1    | AGIL Volley                                                |
| 2023 mer information | Livorno               | Imoco Volley                | 3 - 1    | Vero Volley Milano                                         |
| 2024 mer information | Rom                   | Imoco Volley                | 3 - 2    | Vero Volley Milano                                         |

## Resultat per klubb
| Lag                         | Antal titlar | Vunna säsonger                                 |
| --------------------------- | ------------ | ---------------------------------------------- |
| Imoco Volley                | 8            | 2016, 2018, 2019, 2020, 2021, 2022, 2023, 2024 |
| Volley Bergamo              | 6            | 1996, 1997, 1998, 1999, 2004, 2011             |
| Robursport Volley Pesaro    | 4            | 2006, 2008, 2009, 2010                         |
| Asystel Volley              | 2            | 2003, 2005                                     |
| River Volley                | 2            | 2013, 2014                                     |
| Virtus Reggio Calabria      | 1            | 2000                                           |
| Vicenza Volley              | 1            | 2001                                           |
| Volley Modena               | 1            | 2002                                           |
| Pallavolo Sirio Perugia     | 1            | 2007                                           |
| Futura Volley Busto Arsizio | 1            | 2012                                           |
| Volleyball Casalmaggiore    | 1            | 2015                                           |
| AGIL Volley                 | 1            | 2017                                           |